# ASM Belfort
Association Sportive Municipale Belfortaine Football Club là một câu lạc bộ bóng đá Pháp đến từ Belfort, Franche-Comté.

## Lịch sử
Câu lạc bộ được thành lập vào năm 1947 với tên Association Sportive des Patronages Belfortains và được đổi tên thành ASM Belfort 1971 sau khi sáp nhập với US Belfort. Câu lạc bộ chơi các trận đấu trên sân nhà của mình tại Stade Serzian ở Belfort.